# Grup Escolar Pere Vila
El Grup Escolar Pere Vila és un edifici situat als passeig de Lluís Companys, avinguda de Vilanova i carrers de Roger de Flor i d'Almogàvers de Barcelona, catalogat com a Bé Cultural d'Interès Local.

## Història
El grup escolar Pere Vila s'emmarca dins del conjunt de construccions escolars municipals que s'iniciaren durant el període de la Mancomunitat de Catalunya, però que esdevingueren també útils pels afanys de renovació cultural, i concretament educativa, de la II República. La seva construcció va ser possible gràcies a la donació econòmica de Pere Vila i Codina i portada a terme sota la direcció de l'arquitecte Josep Goday i Casals, arquitecte en cap de la Comissió de Cultura.
El projecte va ser realitzat entre 1918 i 1919, i aprovat el 1920, tot i que les obres no es van iniciar fins a principis del 1922 perquè el solar on s'havia de construir estava ocupat per uns tallers i magatzems de les Comissions d'Eixample i Foment. Les obres s'aturaren, com en moltes altres escoles, l'any 1923, amb la Dictadura de Primo de Rivera i no es pogueren reprendre fins ben entrat l'any 1930. Es va inaugurar el 29 de març de 1931.
El 1966, s'hi van realitzar diverses obres de millora als edificis a càrrec de Pere Puigdevall Bosch, que van modificar elements del mobiliari interior i altres aspectes més decoratius, com les pintures murals. Només un any després, al 1967 es va inaugurar l'escola bressol i el poliesportiu exterior que substitueix els jardins principals. El 1970 s'hi van realitzar obres de millora i manteniment a paviments i forjats i instal·lacions elèctriques a càrrec de tres empreses: Elèctrica Catalana, Francesc Closa Alegret i Arturo López.
El 1995 es va produir la divisió administrativa en dos centres educatius diferents: L'edifici dels nens, es quedà en mans de l'Ajuntament de Barcelona i va ser destinat a educació infantil primària (CEIP Pere Vila), mentre que l'edifici de les nenes, s'adequà per a educació secundaria i batxillerat, sota la titularitat de la Generalitat de Catalunya (IES Pau Claris).
Les obres en l'edifici de nens s'executaren en dues fases, una primera el maig de 1996 i una segona fase el juny de 1997 a càrrec de J. A. Martínez Lapeña i Elias Torres Tur. Aquestes van implicar la modificació de la planta baixa i soterrani amb la creació de nous accessos, així com sobre els pòrtics d'accés als passadissos i escales de cada un dels pisos de l'edifici i suposaren la instal·lació d'un ascensor mutilant part de les escales. Tancament de les escales d'accés als pisos superiors; repintat de les parets; obres de millora generals.
Pel que fa a l'edifici de nenes, l'IES Pau Claris, el novembre del 2000 es dugueren a terme obres similars, en aquest cas sota la direcció única de l'arquitecte J.A. Martínez Lapeña. Es canvià l'accés a la planta baixa i al soterrani, unificant desnivells (solució diferent a la de l'altra finca), i en canvi s'aplicà la mateixa solució que a l'edifici veí pel que fa als tancaments dels vestíbuls de cada un dels pisos, es feren obres de manteniment a totes les obertures, i es va dur a terme la rehabilitació de les façanes. També es va col·locar un ascensor a l'escala més oriental i es va limitar l'accés al passadís central, així com el repintat general.
El 2006-2007 s'hi van fer obres de millora per tal d'instal·lar un nou menjador i una cuina al soterrani de l'edifici de les nenes, i més recentment s'han restaurat les façanes i les cobertes per part de l'arqutiecte Marc Cuixart i Goday (net de Josep Goday).

## Descripció
Està format per tres cossos en planta en forma d'«U», amb un cos central que s'uneix a sengles volums laterals a través d'unes galeries porxades. L'edifici més septentrional està destinat a col·legi de primària (CEIP Pere Vila) en origen pavelló dels nens, mentre que el més meridional, destinat actualment a institut de secundària (IES Pau Claris) acollia les nenes. L'edifici central es correspon amb la biblioteca, sala d'actes i altres espais comunitaris.
Els tres edificis, emmarquen un gran espai central, en origen enjardinat, afrontat al passeig de Lluís Companys i defensat per una tanca perimetral, on es disposa l'únic accés des de l'exterior. A l'entrada es troba l'escultura realitzada per Josep Dunach en honor de Pere Vila. L'espai a tocar del passeig està ocupat avui dia per dues pistes poliesportives (construïdes a la dècada de 1960) i un pas des de l'exterior fins al volum central.
Els dos edificis destinats en origen a aules dels nens (zona septentrional) i de les nenes (meridional) tenen les mateixes característiques, semisoterrani i quatre plantes, amb coberta de teules formant vessants compostes. Els dos són simètrics, amb un xamfrà a les cruïlles del carrer de Roger de Flor i una organització formal decorativa de façanes idèntiques, així com pel que fa a la distribució d'obertures. Destaca la incorporació d'elements de terracota amb motius florals com medallons, faixes decoratives, els quatre gerros situats damunt el ràfec de la teulada i a cada costat del frontó i molt especialment, el tractament del portal d'accés als edificis.
El portal principal s'articula amb dues pilastres com a brancals i una llinda amb motllures com si es tractés d'un arquitrau clàssic. Damunt l'arquitrau es disposa d'una decoració, a base de terracota i dins d'un emmarcament en forma d'arc de mig punt (timpà), representant un medalló amb la següent inscripció (molt malmesa): GRUPO ESCOLAR PERE VILA CODINA, decorat amb branques de llorer. Als extrems de l'arquitrau es disposen dos gerros (cràteres de terracota), decorats amb flors i fruits.
El revestiment del conjunt és força complex, amb un tractament dels paraments, on s'adopten diverses solucions i textures que emfatitzen l'horitzontalitat de les façanes. Així i a nivell de la planta semisoterrani es disposa d'un arrebossat senzill amb un acabat buixardat. En els paraments de la planta baixa, es disposa un revestiment fet d'arrebossat que imita una disposició de carreus en aparell isòdom, amb juntes llises i imitant carreus buixardats. Als nivells corresponents a les plantes primera i segona el revestiment és unitari fins a la cornisa descrita anteriorment i situada a nivell del forjat de la segona planta, la qual cosa emfatitza l'horitzontalitat de la façana.
La coberta composta, formada per diverses vessants, permet organitzar el nivell sota coberta amb una alçada considerable
Un dels conceptes clau d'aquest conjunt d'escoles era la seva monumentalització que alhora també permetia seguir els corrents higienistes i dotar als edificis de nombrosos espais. Els pavellons consten de cinc nivells i la comunicació entre plantes es realitza mitjançant quatre caixes d'escala, la més oriental substituïda avui dia per un ascensor-. Cada nivell s'organitza al voltant d'un distribuïdor central hipòstil que dona accés a les aules i serveis que l'envolten en tot el seu perímetre. Aquest espais, avui dia molt reformats, encara permeten observar el testimoni dels nombrosos elements estructurals decorats com bigues i mènsules, així com les fonts amb aplics ceràmics localitzats a cadascun dels pisos. El sistema de forjats utilitza majoritàriament la bigueta de ferro i els revoltons d'obra llevat del darrer nivell on s'utilitza el sistema d'armadures de fusta pel sosteniment de la coberta.
Encara es conserven algunes elements de mobiliari original com pupitres, pissarra i algun armari.
La biblioteca i el teatre: situat al centre del conjunt i unit als pavellons de nens i de nenes mitjançant uns porxos. Presenta dos nivells, la planta baixa està ocupada per la biblioteca i la planta pis pel teatre que disposa d'un amfiteatre. Cal destacar la porta d'accés a la biblioteca i la decoració pictòrica mural que la corona -realitzades pel pintor Francesc Canyelles, autor de la pictografia interior dels grups escolars dissenyats per Josep Goday. Aquesta decoració manté la iconografia original malgrat el repitat sofert l'any 1966. Un altre dels elements originals conservats és la barana de fusta amb els ressalts arrodonits per evitar el lliscament dels infants.
El desnivell de l'amfiteatre és esgraonat, on es disposen bancs de fusta tot conformant la típica grada. En el mur perimetral més oriental s'organitza l'estructura de l'escenari (de fusta i amb accessos laterals) amb un emmarcament superior a base de dues parelles de pilastres canalades damunt les quals descansa un arquitrau i un frontó. En el timpà del frontó hi ha representada, en relleu, una carassa teatral coronada amb fulles de llorer. La bicromia dels paraments permet crear uns plafons rectangulars verticals que contenen unes pintures representant diversos personatges de la comèdia i l'espectacle teatral.
Els porxos van ser construïts per unir l'edifici de la biblioteca amb el de nens i nenes localitzats a sengles costats. Idèntics quant a estructura i elements decoratius, estan construïts sobre un basament de pedra. Cinc columnes toscanes suporten un arquitrau simple motllurat, damunt el qual es disposa la barana de la coberta plana transitable, la qual se sosté per un sistema de voltes de mocador. A cada eix de les columnes se situen uns gerros de terracota.